# ASIMO

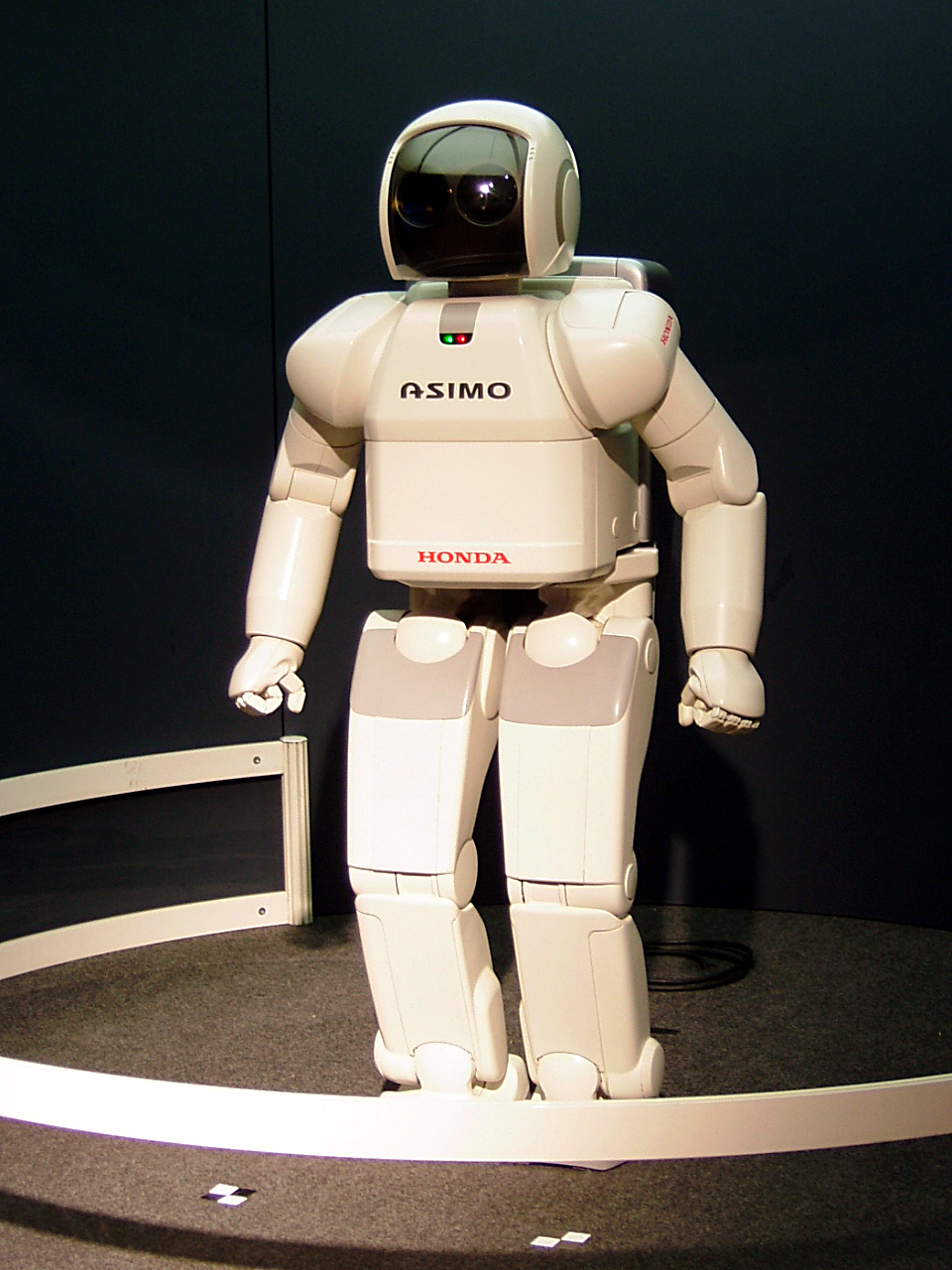
Robot ASIMO

ASIMO je humanoidní robot vyrobený firmou Honda. Jeho první prototyp byl vytvořen v roce 2000. ASIMO byl zkonstruován tak, aby fungoval ve skutečném lidském prostředí v nedaleké budoucnosti. Je jednoduchý na ovládání, vyhovující svými rozměry a hmotností a může se bez obtíží pohybovat v lidském prostředí, a to vše se svým přátelským designem. Dokáže rozeznat a reagovat na lidské jednání a řeč. V současné době je možné ho ovládat i myšlenkou.
Jméno ASIMO je zkratkou slov Advanced Step in Innovative MObility.

## Princip ovládání myšlenkou
Člověk, jemuž má robot ulehčit každodenní život, svého pomocníka ovládá pomocí helmy, kterou má posazenu na hlavě a jež vysílá radiové pokyny do senzorů přístroje. Elektrické výboje z pokožky hlavy ve chvíli, kdy člověk myslí na jednoduché pohyby, jsou pak překládány do skutečných pohybů robota. Ten pak může kráčet, pohybovat pažemi či běhat.

## Obrazová galerie

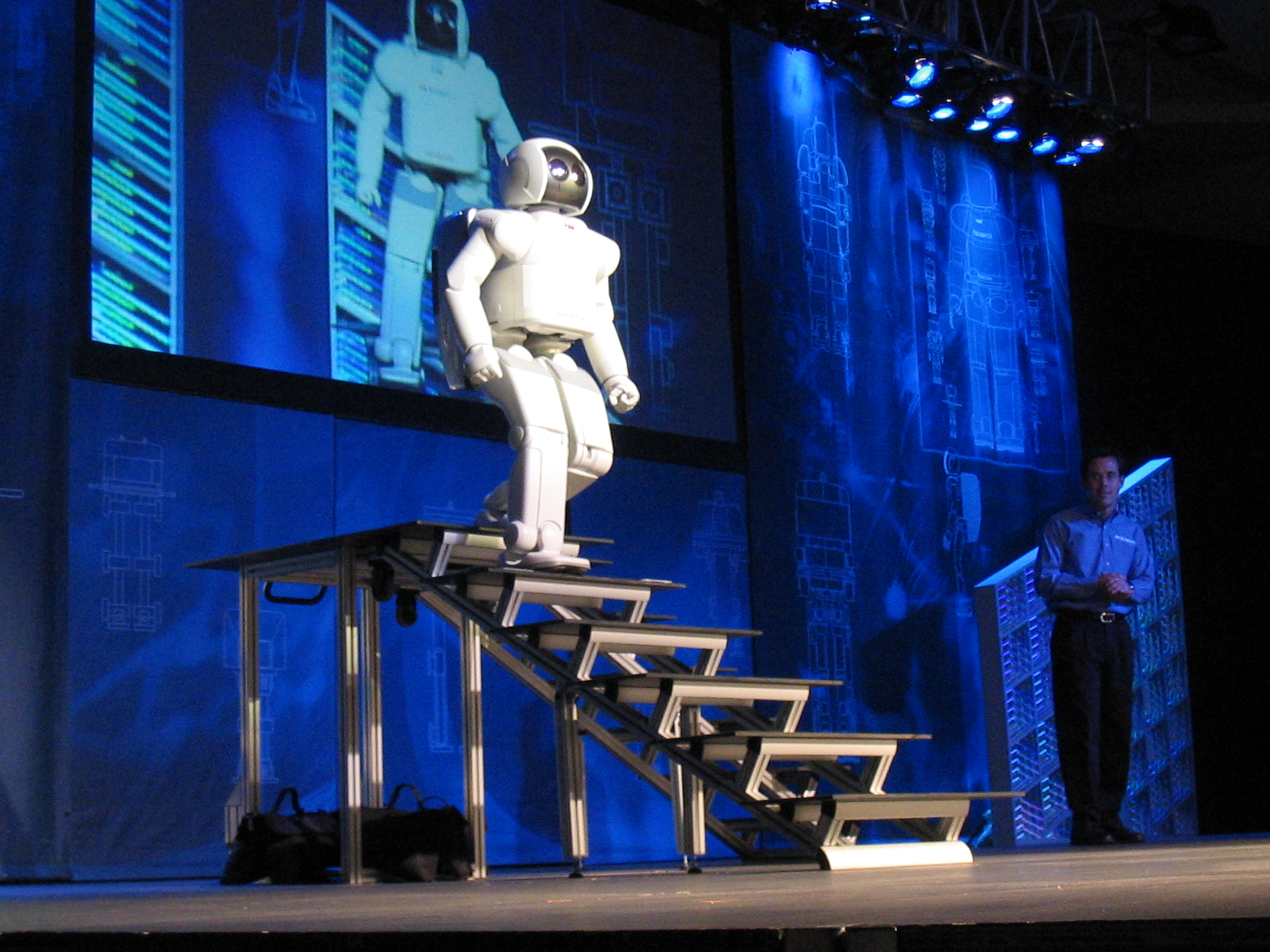
ASIMO předvádí, jak umí chodit po schodech
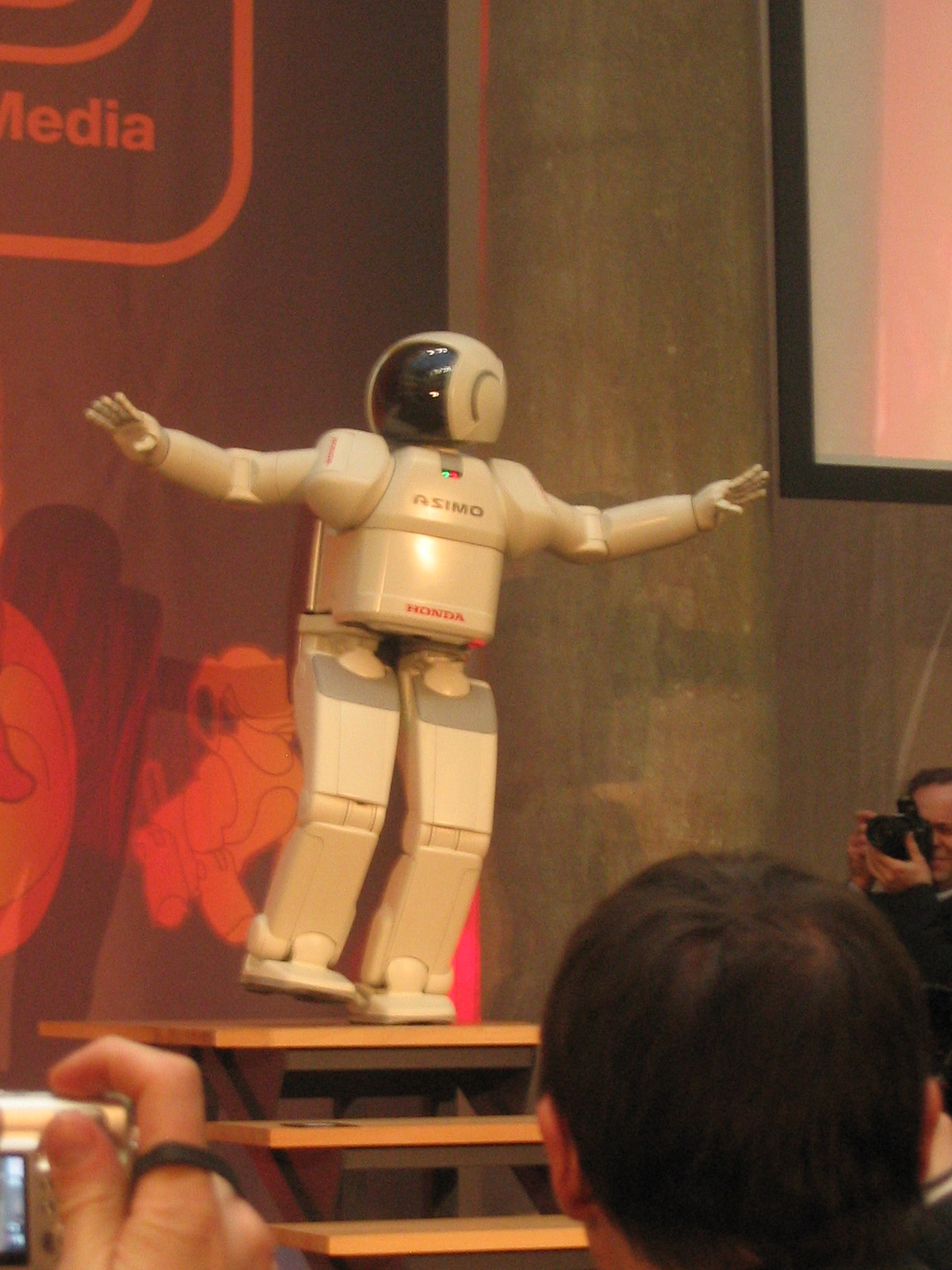
ASIMO tancuje